# 市川竹女
市川 竹女（いちかわ ちくじょ、1925年 - 2005年9月30日）は、日本の古典津軽三味線の奏者。ボサマ三味線の古格を守った古典津軽三味線の名匠であった。本名は市川キエ。

## 経歴
1925年（大正14年）、青森県東津軽郡西田沢（現青森市）の旧家に生まれた。1歳半でボサマ（盲目の遊芸人）吉田勝蔵の元で育ち、唄・三味線の手ほどきを受ける。10代で初代白川軍八郎の兄弟弟子、佐藤茂助に三味線を習う。その後、成田雲竹と出会い、指導を受ける。修行時代の兄弟弟子高橋竹山と共に最後まで雲竹を支えた。20歳の時、雲竹の勧めで最高弟、高谷左雲竹と結婚。1957年（昭和32年）に夫婦で上京。
2005年（平成17年）9月30日、心不全のため80歳で死去。